# Lliga uruguaiana de bàsquet
La Lliga uruguaiana de bàsquet (Liga Uruguaya de Basketball) és la màxima competició de basquetbol d'Uruguai. És organitzada per la Federación Uruguaya de Basketball.

## Historial
- 1915: ACJ Montevideo
- 1916: Plaza Deportes No. 3
- 1917: AUS Montevideo
- 1918: Sporting Uruguay
- 1919: Club Atlético Atenas
- 1920: Club Atlético Atenas
- 1921: Club Atlético Atenas
- 1922: Sporting Montevideo
- 1923: Club Atlético Olimpia
- 1924: Sporting Montevideo
- 1925: Club Unión Atlética
- 1926: Sporting Montevideo
- 1927: Sporting Montevideo
- 1928: Club Atlético Olimpia
- 1929: Club Atlético Olimpia
- 1930: Sporting Montevideo
- 1931: Club Atlético Atenas
- 1932: Sporting Montevideo
- 1933: Sporting Montevideo
- 1934: Sporting Montevideo
- 1935: Nacional de Fútbol
- 1936: Sporting Montevideo
- 1937: Nacional de Fútbol
- 1938: Sporting Montevideo
- 1939: Club Atlético Goes
- 1940: Club Atlético Aguada
- 1941: Club Atlético Aguada
- 1942: Club Atlético Aguada
- 1943: Club Atlético Aguada
- 1944: Club Atlético Peñarol
- 1945: Club Trouville
- 1946: Club Atlético Olimpia
- 1947: Club Atlético Goes
- 1948: Club Atlético Aguada
- 1949: Sporting Montevideo
- 1950: Sporting Montevideo
- 1951: Sporting Montevideo
- 1952: Club Atlético Peñarol
- 1953: Atlético Welcome
- 1954: Stockolmo
- 1955: Sporting Montevideo
- 1956: Atlético Welcome
- 1957: Atlético Welcome
- 1958: Club Atlético Goes
- 1959: Club Atlético Goes
- 1960: Club Atlético Tabaré
- 1961: Club Atlético Tabaré
- 1962: Club Atlético Tabaré
- 1963: Bohemios
- 1964: Club Atlético Tabaré
- 1965: Club Atlético Olimpia
- 1966: Atlético Welcome
- 1967: Atlético Welcome
- 1968: Club Atlético Tabaré
- 1969: Club Atlético Atenas
- 1970: Club Atlético Olimpia
- 1971: Club Atlético Olimpia
- 1972: Club Atlético Olimpia
- 1973: Club Atlético Peñarol
- 1974: Club Atlético Aguada
- 1975: Hebraica Macabi
- 1976: Club Atlético Aguada
- 1977: Hebraica Macabi
- 1978: Club Atlético Peñarol
- 1979: Club Atlético Peñarol
- 1980: Sporting Montevideo
- 1981: Bohemios
- 1982: Club Atlético Peñarol
- 1983: Bohemios
- 1984: Bohemios
- 1985: Sporting Montevideo
- 1986: Atlético Cordón
- 1987: Bohemios
- 1988: Club Biguá
- 1989: Club Biguá
- 1990: Club Biguá
- 1991: Atlético Cordón
- 1992: Atlético Cordón
- 1993: Atlético Cordón
- 1994: Hebraica Macabi
- 1995: Atlético Cordón
- 1996: Atlético Cordón
- 1997: Atlético Welcome
- 1998: Atlético Welcome
- 1999: Atlético Welcome
- 2000: no es disputà
- 2001: Atlético Cordón
- 2002: Atlético Cordón
- 2003: Defensor Sporting
- 2004: Defensor Sporting
- 2005: Salto Uruguay
- 2006: Club Trouville